# روبن غود
روبن غود (بالإنجليزية: Robin Goad) هي رباعة أمريكية، ولدت في 17 يناير 1970 في نيونان في الولايات المتحدة.

## وصلات خارجية
- روبن غود على موقع اللجنة الأولمبية الدولية (الإنجليزية)
- روبن غود على موقع أوليمبيديا (الإنجليزية)